# Seseli libanotis
Espèce
Classification phylogénétique
Seseli libanotis, le Libanotis en français, est une espèce de plantes à fleurs de la famille des Apiaceae (Ombellifères), sous-famille des Apoideae, tribu des Selineae. C'est une plante herbacée originaire d'Eurasie.

## Description
Hauteur de 40 à 120 cm. Fleurs en ombelle.

## Biologie
Floraison de juillet à août. Hémicryptophyte bisannuel.

## Habitats
Pelouses sèches calcicoles. Fossés. Bois clairs, rochers. Espèce thermophile et calciphile.

## Répartition
Europe et Asie du sud-ouest.

## Synonymie
- Libanotis montana All
- Libanotis montana Crantz subsp. eulibanotis Schwartz
- Libanotis pyrenaica (L.) O.Schwarz, 1949 - synonyme actuellement préféré.